# وليد عبد الرزاق الدالي
البروفيسور وليد عبد الرزاق الدالي مستشار وزير التعليم العلي وطبيب واستاذ جامعي في جامعة الملك سعود انتهى من الدراسات العليا المملكة المتحدة في انجلترا في تخصص في التأهيل الطبي. عمل في جامعة الملك سعود بعد حصوله على الدكتوراه في التأهيل الصحي، وتولى عدة مناصب فيها كان آخرها وكيلا لكلية العلوم الطبية التطبيقية، واستاذ التأهيل الطبي لأمراض وجراحة العظام في جامعة الملك سعود ثم انتقل بعدها إلى وزارة التعليم العالي بناء على طلب الوزير حيث تولى منصب المستشار والمشرف العام على التعليم الاهلي في المملكة العربية السعودية منذ عام 2008 ، أيضا رئيس الاتحاد الرياضي للجامعات السعودية.، وهو عضو في العديد من مجالس الامناء في الجامعات في السعودية وايضا عضو ومؤسس لعدد من الجمعيات المتعلقة بالمجال الطبي فيها كما أنه مؤسس ورئيس للعديد من اللجان في مجال الابتكار والتطوير 

## المؤهلات العلمية
- بكالوريوس علوم التأهيل الصحي في كلية العلوم الطبية التطبيقية - جامعة الملك سعود  السعودية 1987/1988م.
- ماجستير ودكتوراه في علوم التأهيل الطبي - كلية الطب جامعة ساوثهامبتون (University of Southampton) - انجلترا بتاريخ 13 مايو 1996م

## العمل الاكاديمي
شغل عدة مناصب في كلية العلوم الطبية التطبيقية في جامعة الملك سعود في السعودية 
- أستاذ بقسم علوم التأهيل الطبي منذ عام 1426هـ.
- وكيل الكلية للشؤون الإدارية منذ عام 1425هـ.
- رئيس قسم علوم التأهيل الصحي في نفس الكلية منذ عام 1418هـ حتى 1425هـ.

## التعليم العالي
- المستشار والمشرف العام على التعليم العالي الأهلي في السعودية - وزارة التعليم العالي منذ عام 2008 حتى الآن.[1]
- مستشار وزير التعليم للانشطة الطلابية عام 2015 .[4] ، [5]
- مستشاراً لوزير الداخلية أميناً عاماً للتعاون الدولي للإغاثة.[6]
- ممثل وزارة التعليم العالي في مجلس الأمناء في الجامعات والكليات التالية:
  - كلية سعد الأهلية
  - جامعة دار العلوم [7]
  - جامعة عفت
  - كلية الفارابي
  - جامعة الأمير فهد بن سلطان
  - جامعة دار الحكمة
  - كليات المعرفة
  - كليات ابن سينا
  - كلية سليمان الفقيه
  - كلية الشرق العربي للدراسات بالرياض سابقا [8]
  - كلية الباحة الاهلية للعلوم
  - كلية العناية الطبية

## المجال الطبي والصحي
- المشرف العام على عيادات التأهيل الطبي بمستشفى الملك عبد العزيز الجامعي في الرياض منذ عام 1419هـ وحتى الآن.
- استشاري غير متفرغ في مستشفى الملك خالد الجامعي بعيادات العلاج الطبيعي من عام 1417هـ حتى 1420هـ.
- أخصائي بمستشفى الطب الرياضي منذ أغسطس إلى أكتوبر 1989م.
- أخصائي مستشفى الملك فيصل التخصصي ومركز الأبحاث من أكتوبر 1989م إلى سبتمبر 1992م والعمل في العيادات الخارجية والأقسام الداخلية للعظام والأعصاب والأورام والروماتيزم والأطفال.
- أخصائي للفريق الوطني السعودي من 1989م إلى 1992م اثناء العمل بمستشفى الملك فيصل التخصصي ومركز الأبحاث.
- مسجل لدى مجلس المهنيين الطبيين - هيئة العلاج الطبيعي في  المملكة المتحدة من 1992م

## العمل الطبي الرياضي
- رئيس الإتحاد الرياضي للجامعات السعودية منذ 1431هـحتى الآن، وعضو لجنة التدريب والتعليم، ولجنة تطوير دورات الاتحاد فيه
- عضو الاتحاد السعود للطب الرياضي
- عضو باللجنة العليا التخصصية المشرفة على إعداد دراسة عن مشروع أكاديمية الأمير فيصل بن فهد للطب الرياضي.
- عضو لجنة إعادة تقويم اختبارات اللياقة البدنية القوات المسلحة بوزارة الدفاع والطيران (وزارة الدفاع حاليا).

## العضوية في الجمعيات العلمية
- مؤسس الجمعية السعودية للعلاج الطبيعي عام 1421هـ ورئيسها في الدورة الثانية عام 1426هـ [9]
- عضو لجنة الرعاية بجمعية الأطفال المعاقين السعودية من 1998 م وحتى 2000م.
- عضو الجمعية الخيرية للعلاج الطبيعي في  المملكة المتحدة

## عضوية لجان التطوير
بالإضافة إلى مهامه بالوزارة فهو عضو في عدد من متعددة المهام منها:
- لجنة التعليم الالكتروني والتعليم عن بعد.
- اللجنة التنافسية ـ الهيئة العامة للاستثمار.
- لجنة تعديل اللوائح والأنظمة للتعليم العالي الأهلي (الرئيس)
- لجنة الاعتماد والتراخيص.
- لجنة إمارة منطقة الرياض لبحث القضايا المتعلقة بخصوص التعليم الأهلي
- اللجنة المالية ـ وزارة المالية.
- لجنة المنح الدراسية للجامعات والكليات الأهلية (الرئيس)
- لجنة دراسة المشاريع الإنشائية للوزارة.
- لجنة ة لدراسة إمكانية إنشاء فرع جامعة نيوزيلندية في حائل.
- لجنة هيئة الخبراء بما يخص التعليم العالي الأهلي.
- مجلس دول التعاون الخليجي بما يخص التعليم العالي الأهلي.

## الخبرات الإدارية العملية
يشرف الدكتور الدالي على إنشاء العديد من المشاريع التي تهدف إلى التطوير الاكاديمي للجامعات في السعودية كما هو مخطط ومؤسس لخطط المشاريع المستقبلية.

### مشاريع تطويرية للتعليم العالي
يشغل منصب المدير التنفيذي لعدد من مشاريع تطوير التعليم العالي:
- مشروع: آلية اعتماد الخطط والبرامج الأكاديمية الجديدة للجامعات والكليات الأهلية.
- مشروع: التصنيف الوطني لبرامج مؤسسات التعليم العالي الأهلي في المملكة، وزارة التعليم العالي.
- مشروع: مكتب الإرشاد الطلابي والتوجيه الأكاديمي لأبناء أسر شهداء الواجب ومن في حكمهم - وزارة الداخلية
- مشروع: دراسة آلية لضبط ارتفاع الرسوم الدراسية في مؤسسات التعليم العالي الأهلي.
- مشروع: مكافأة التميز الأكاديمي لذوي أسر الشهداء ومن في حكمهم، وزارة التعليم العالي
- مشروع: مقترح تمديد برنامج المنح الدراسية الداخلية للجامعات والكليات الأهلية للفترة من 1436 -1440هـ
- مشاريع تحت الإعداد: مشروع التقويم العالمي للكليات الصحية. مشروع تطوير آلية الإشراف على التدريب الميداني للكليات الصحية. مشروع تطوير البيئة الإدارية والتشغيلية لمؤسسات التعليم العالي الأهلي. مشروع مراجعة وتطوير المتطلبات والمعايير الاساسية التخطيطية والعمرانية للجامعات والكليات الاهلية

## العمل الاجتماعي
عمل الدكتور وليد الدالي في عدد من اللجان الخيرية والإغاثة بإشراف صاحب السمو الملكي الأمير نايف بن عبد العزيز آل سعود وزير الداخلية منها:
- الامين عام للجنة السعودية للإغاثة منذ عام 1421هـ وحتى 1427هـ.[6]
- الأمين العام للجنة السعودية لمساعدة الشعب العراقي منذ عام 1424هـ وحتى 1427هـ.
- المدير التنفيدي بالحملة الخيرية السعودية لإغاثة منكوبي الزلزال والمد البحري في شرق آسيا منذ عام 1426هـ وحتى 1427هـ.

## المؤتمرات والبرامج التدريبية
- البرنامج التدريبي المتقدم حول «برنامج السعودية - أكسفورد للقيادة في التعليم العالي» بجامعة اكسفورد البريطانية 2011
- مؤتمر تخطيط وتطوير التعليم العالي والبحث العلمي الثاني - جامعة الملك فهد للبترول والمعادن في الفترة من 1424هـ
- دورات تدريبة في عدة مجالات مختلفة داخل وخارج المملكة منها:

في جامعة هارفرد الأمريكية حول «الإدارة الإستراتجية للقياديين في المنظمات غير الحكومية»، ومهارات التخطيط الفعال«وصناعة القرار وحل المشكلات بوزارة التعليم العالي 2008, وآلية الكشف عن الوثائق والشهادات الجامعية المزورة» بجامعة نايف العربية للعلوم الأمنية، والتخطيط الإستراتيجي لمركز التميز في أبحاث الحج والعمرة 2008 م.

## مناصب أخرى
- أول رئيس الإتحاد الخليجي للعلاج الطبيعي تحت مظلة مجلس التعاون لدول الخليج العربية [1] الذي يقم مقره في المنامة عام 2007.[10]

## جوائز وأوسمة
- جائزة وسام الاتحاد العربي للعلاج الطبيعي.[6] المذهب (2009)، تقديراً لقيادته الداعمة لمهنة العلاج الطبيعي وتأسيس الجمعية السعودية للعلاج الطبيعي ورئاسته وجهوده لإطلاق موقع الاتحاد على الإنترنت وجهوده لتطوير المهنة وتميزه في البحث العلمي.[11]

## اقواله
- لقد مهد الأجداد والآباء لأن تكون المملكة في المستوى الذي تعيشه اليوم [12]
- أن المنافسات الرياضية لذوي الاحتياجات الخاصة تعتبر أحد أهم المؤشرات القوية على رقي وتقدم الدول.[13]
- أن المنافسات الرياضية للفئات الخاصة لها فوائد وطنية، وصحية، واجتماعية، ونفسية على أفراد هذه الفئات خصوصاً الشباب منهم[13]
- لقد ظلت هذه الجامعات وعلى مدى السنوات الماضية ترفد سوق العمل بكوادر وطنية مؤهلة، استطاعت أن تجعل لها بصمة في سوق العمل [12]
- على أن مهنة العلاج الطبيعي هي مهنة طبية صحية حرّة مستقلة.[10]
- إن بداية انطلاقة دوري الجامعات جاءت مبشرة، وهي تسير نحو الأهداف والغايات المنشودة.... وسوف يؤسس لمرحلة قادمة من التميز والنجاح، وإفراز النجوم الذين بطبيعة الحال سيفيدون الأندية، ومن ثم المنتخبات.[14]

## قالو عنه
- سوف نفتقد من من شارك وساهم برأيه السديد وأنار لنا الطريق بحكم عدة كانت خير هداية نحو مسيرة الدعم والمؤازرة.[8][15] -الاستاذ صالح بن عبد الله الحمود-

## روابط خارجية
- موقع وزارة التعليم العالي  السعودية
- موقع جامعة الملك سعود keu.edu.sa
- موقع الاتحاد الرياضي للجامعات السعودية
- الموقع الرسمي الجمعية السعودية للعلاج الطبيعي www.spta.org.sa
- لقاء مع الدكتور وليد الدالي قناة عالي الفضائية
- حوار مع سعادة وليد الدالي. الاقتصادية